# Russische Automobilfabrik I. P. Pusyrew
Die Russische Automobilfabrik I. P. Pusyrew (russisch Русский Автомобильный Завод И. П. Пузырева) war ein russischer Hersteller von Automobilen.

## Unternehmensgeschichte
Das Unternehmen aus Sankt Petersburg war ursprünglich eine Metallwarenfabrik. 1899 begann unter Leitung von Borislaw P. Pusyrew die Produktion von Automobilen. Der Markenname lautete Pusyrew. 1909 begann Iwan Pusyrew mit der Entwicklung und Produktion von Fahrzeugen nach eigenen Entwürfen. 1910 hatte er drei Mitarbeiter, 1912 bereits 98. Nach einem Brand im Januar 1914 sowie dem Tod von Iwan Pusyrew im Herbst 1914 endete die Fahrzeugproduktion. Insgesamt entstanden etwa 30 oder etwa 40 Fahrzeuge.

## Fahrzeuge

### Die ersten Modelle
Die ersten Fahrzeuge verfügten über Einzylindermotoren von Benz. 1905 folgte ein Modell mit einem Zweizylindermotor mit 1600 cm³ Hubraum.

### Vierzylindermodelle
Ab 1911 entstanden große Automobile mit Vierzylindermotoren.

#### 23/32
Das Modell 23/32 war von 1911 bis 1912 im Angebot und verfügte über einen Motor mit 5125 cm³ Hubraum und 32 PS Leistung. Das Getriebe verfügte über vier Gänge. Der Radstand betrug 295 cm. Die Höchstgeschwindigkeit war mit 70 km/h angegeben.

#### 28/35
Im Prototyp 28/35 von 1911 sorgte ein Motor mit 5130 cm³ Hubraum und 35 PS Leistung für den Antrieb. Das Getriebe verfügte über drei Gänge. Bei einem Radstand von 300 cm war das Fahrzeug 412 cm lang. Die Höchstgeschwindigkeit betrug ebenfalls 70 km/h.

#### A 28/40
Im Modell A 28/40 von 1912 bis 1914 verfügte der Motor über 6325 cm³ Hubraum und 40 PS Leistung. Die Höchstgeschwindigkeit war mit 80 km/h oder 90 km/h angegeben, das Leergewicht mit 1900 kg. Bei einem Radstand von 332 cm betrug die Fahrzeuglänge 470 cm. Das Fahrzeug bot Platz für 5 bis 7 Personen.